# توبياس ستيفان
توبياس ستيفان هو لاعب هوكي الجليد سويسري، ولد في 21 يناير 1984 في زيورخ في سويسرا.

## وصلات خارجية
- توبياس ستيفان على موقع دوري الهوكي الوطني (الإنجليزية)
- توبياس ستيفان على موقع EliteProspects.com (الإنجليزية)
- توبياس ستيفان على موقع Eurohockey.com (الإنجليزية)
- توبياس ستيفان على موقع HockeyDB.com (الإنجليزية)
- توبياس ستيفان على موقع أوليمبيديا (الإنجليزية)